# Атар (бог)
Атар (авест) — в иранской мифологии божество огня. В «Ригведе» atharyu — эпитет со значением «пылающий».
В зороастрийских храмах всегда горели три огня: «Атар Гуштасп» (Огонь царей), «Атар Фарнбак» (Огонь жрецов) и «Атар Барзенмихр» (Огонь воина). Они символизировали три пути в жизни, и для каждого из них были алтари особой формы. Для огня царей — бутон, лепестки которого напоминали корону, для огня жрецов — в виде вулкана, для огня воинов — трёхгранная пирамида, напоминавшая клинок меча.

## Трактовки в различных учениях
В учении «Гат», Атар является не самостоятельно действующей силой, а внешним проявлением и символом высшего божества, а иногда — его телом.
В «Младшей Авесте» Атар трактовался как отдельная личность с собственной волей.
По «Видевдату» и «Яшту», Атар боролся с силами тьмы и, в частности, драконом Ажи-Дахака, в частности за право обладания атрибутом царственности — хварно.